# Énergie en Pologne
Le secteur de l'énergie en Pologne se caractérise avant tout par la prépondérance massive, mais en recul, du charbon, qui assurait 65,8 % de la production d'énergie primaire, 36 % de la consommation intérieure totale d'énergie primaire en 2023 (contre 76,5 % en 1990) et 60,3 % de la production d'électricité en 2023 (96 % en 1990), avec en conséquence de fortes émissions de dioxyde de carbone : 6,83 tonnes de CO2 par habitant en 2023, supérieures de 59 % à la moyenne mondiale, de 78 % à celles de la France et de 8 % à celles de l'Allemagne. Ces émissions ont reculé de 24,7 % entre 1990 et 2023.
La Pologne est au 1er rang européen et au 11e rang mondial pour la production de charbon et lignite en 2023 avec 0,8 % de la production mondiale, devant l'Allemagne (0,5 %). Ses réserves de charbon se classent au 8e rang mondial avec 2,9 % des réserves mondiales et celle de lignite au 11e rang mondial (1,6 %).
Grâce à la construction d'un terminal méthanier et du gazoduc Baltic Pipe depuis la Norvège, la Pologne peut se passer du gaz russe depuis fin 2022.
La consommation intérieure brute d'énergie primaire de la Pologne par habitant était en 2023 supérieure de 38 % à la moyenne mondiale, mais inférieure de 11 % à celle de l'Allemagne et de 17 % à celle de la France.
La part de l'électricité dans la consommation finale d'énergie était seulement de 15,9 % en 2022 ; la production d'électricité provient en 2023 pour 71,8 % des combustibles fossiles (60,3 % de charbon, 10,2 % de gaz naturel, 1,3 % de pétrole) et pour 27,9 % des énergies renouvelables : 14,0 % d'éolien, 6,8 % de solaire, 4,8 % de biomasse et déchets, 2,2 % d'hydroélectricité. La production solaire a connu une croissance très rapide depuis 2018, progressant chaque année de plus de 100 %.
Afin de remplir ses engagements de réduction des émissions de gaz à effet de serre, la Pologne a engagé une politique de développement des énergies renouvelables, en particulier de la biomasse et des éoliennes, et se prépare à construire sa première centrale nucléaire.

## Vue d'ensemble
| Principaux indicateurs sur l'énergie en Pologne                                                                                                   | Principaux indicateurs sur l'énergie en Pologne | Principaux indicateurs sur l'énergie en Pologne | Principaux indicateurs sur l'énergie en Pologne | Principaux indicateurs sur l'énergie en Pologne | Principaux indicateurs sur l'énergie en Pologne | Principaux indicateurs sur l'énergie en Pologne |
| --- | ----------------------------------------------- | ----------------------------------------------- | ----------------------------------------------- | ----------------------------------------------- | ----------------------------------------------- | ----------------------------------------------- |
| | Population                                      | Consom. énergie primaire                        | Production                                      | Import. nette                                   | Consom. électricité*                            | Émissions GES**                                 |
| | Million                                         | PJ                                              | PJ                                              | PJ                                              | TWh                                             | Mt                                              |
| 1990 | 38,06                                           | 4 317                                           | 4 349                                           | 36                                              | 124,7                                           | 399,8                                           |
| 2000 | 38,26                                           | 3 719                                           | 3 318                                           | 401                                             | 124,6                                           | 328,9                                           |
| 2010 | 38,04                                           | 4 208                                           | 2 809                                           | 1 345                                           | 144,4                                           | 340,2                                           |
| 2011 | 38,06                                           | 4 227                                           | 2 853                                           | 1 447                                           | 147,7                                           | 335,3                                           |
| 2012 | 38,06                                           | 4 085                                           | 2 986                                           | 1 295                                           | 148,4                                           | 330,1                                           |
| 2013 | 38,04                                           | 4 088                                           | 2 970                                           | 1 084                                           | 149,8                                           | 325,0                                           |
| 2014 | 38,01                                           | 3 936                                           | 2 820                                           | 1 168                                           | 151,0                                           | 310,3                                           |
| 2015 | 37,99                                           | 3 973                                           | 2 842                                           | 1 198                                           | 154,1                                           | 314,0                                           |
| 2016 | 37,97                                           | 4 157                                           | 2 791                                           | 1 295                                           | 159,1                                           | 324,4                                           |
| 2017 | 37,97                                           | 4 347                                           | 2 690                                           | 1 688                                           | 162,8                                           | 335,7                                           |
| 2018 | 37,97                                           | 4 556                                           | 2 707                                           | 2 008                                           | 166,8                                           | 334,2                                           |
| 2019 | 37,97                                           | 4 388                                           | 2 601                                           | 2 014                                           | 165,7                                           | 316,0                                           |
| 2020 | 37,90                                           | 4 259                                           | 2 422                                           | 1 833                                           | 161,3                                           | 299,5                                           |
| 2021 | 36,98                                           | 4 521                                           | 2 506                                           | 1 859                                           | 171,3                                           | 326,1                                           |
| 2022 | 36,82                                           | 4 321                                           | 2 470                                           | 2 021                                           | 169,3                                           | 310,3                                           |
| 2023 | 36,69                                           | 4 080                                           | 2 261                                           | 1 994                                           | 159,8                                           | 282,3                                           |
| Var.1990 –2023 | -3,6 %                                          | -5 %                                            | -48 %                                           | +5363 %                                         | +28 %                                           | -29 %                                           |
| * consommation brute d'électricité = production+importations-exportations-pertes en ligne ** émissions de gaz à effet de serre liées à l'énergie. |                                                 |                                                 |                                                 |                                                 |                                                 |                                                 |

La Pologne a connu une rapide amélioration de son efficacité énergétique après sa sortie du bloc soviétique : sa consommation d'énergie primaire a baissé de 14 % en dix ans (1990-2000), d'où une baisse de 18 % de ses émissions de gaz à effet de serre.

## Production d'énergie primaire
| Source                                                  | 1990  | %    | 2000  | %     | 2010  | %    | 2020  | %    | 2023  | % 2023 | var. 2023/1990 |
| ------------------------------------------------------- | ----- | ---- | ----- | ----- | ----- | ---- | ----- | ---- | ----- | ------ | -------------- |
| Charbon                                                 | 4 144 | 95,3 | 2 985 | 90,0  | 2 319 | 82,6 | 1 683 | 69,5 | 1 488 | 65,8 % | -64 %          |
| Pétrole                                                 | 7     | 0,2  | 30    | 0,9   | 31    | 1,1  | 40    | 1,7  | 36    | 1,6 %  | +384 %         |
| Gaz naturel                                             | 100   | 2,3  | 139   | 4,2   | 155   | 5,5  | 142   | 5,9  | 132   | 5,8 %  | +33 %          |
| Total fossiles                                          | 4 251 | 97,7 | 3 154 | 95,1  | 2 505 | 89,2 | 1 866 | 77,0 | 1 655 | 73,2 % | -61 %          |
| Hydraulique                                             | 5     | 0,1  | 8     | 0,2   | 11    | 0,4  | 8     | 0,3  | 9     | 0,4 %  | +67 %          |
| Biomasse-déchets                                        | 93    | 2,1  | 156   | 4,7   | 286   | 10,2 | 480   | 19,8 | 467   | 20,7 % | +401 %         |
| Éolien, solaire                                         | 0     |      | 0,1   | 0,004 | 7     | 0,2  | 68    | 2,8  | 129   | 5,7 %  | ns             |
| Total EnR                                               | 99    | 2,3  | 164   | 4,9   | 303   | 10,8 | 557   | 23,0 | 606   | 26,8 % | +515 %         |
| Total                                                   | 4 349 | 100  | 3 318 | 100   | 2 809 | 100  | 2 422 | 100  | 2 261 | 100 %  | -48 %          |
| Source des données : Agence internationale de l'énergie |       |      |       |       |       |      |       |      |       |        |                |

### Charbon

Une production en déclin.

#### Réserves de charbon
Les réserves prouvées récupérables de charbon de la Pologne étaient estimées par l'Agence fédérale pour les sciences de la terre et les ressources naturelles allemand (BGR - Bundesanstalt für Geowissenschaften und Rohstoffe (de)) à 22,7 Gt (milliards de tonnes) de charbon (anthracite et charbon bitumineux) fin 2022, soit 2,9 % des réserves mondiales, au 8e rang mondial, plus 5,1 Gt de lignite, soit 1,6 % des réserves mondiales, au 11e rang mondial. La BGR estime les ressources ultimes supplémentaires de charbon à 160,9 Gt et celles de lignite à 222,4 Gt. Aux rythmes de production de 2022, les réserves prouvées représentent 430 années de production de charbon et 93 années de production de lignite.

#### Production de charbon
En 2023, la production de charbon de la Pologne s'élevait à 88,7 Mt (millions de tonnes), soit 1,48 EJ (exajoules). Elle se classe au 1er rang européen et au 11e rang mondial avec 0,8 % du total mondial, devant l'Allemagne (0,5 %, 14e rang) ; elle a reculé de 13,2 % en 2023 et de 38 % depuis 2013.
Un rapport de la Commission européenne[Lequel ?] a estimé qu'environ 80 % des mines de charbon polonaises n'étaient pas profitables en 2017, et l'agence Bloomberg New Energy Finance considère que la situation s'est encore dégradée depuis ; selon elle, la trajectoire la moins coûteuse pour la Pologne consisterait à réduire la part du charbon dans la production d'électricité à moins de 30 % d'ici 2030, contre 77 % en 2019. Au début d'août 2020, le gouvernement polonais a annoncé un plan pour restructurer ses trois grands énergéticiens PGE, Enea et Tauron en les transformant en deux entités, l'une concentrée sur les activités charbon et l'autre sur toutes les activités hors charbon. Il s'est engagé dans des négociations difficiles avec les syndicats pour fermer deux mines de PGE qui emploient 7 000 personnes, a essuyé un premier échec et doit présenter un plan alternatif en septembre ; le sujet est politiquement épineux car l'industrie emploie près de 80 000 personnes dans le pays.

### Gaz naturel

#### Réserves de gaz naturel
Les réserves gazières prouvées de la Pologne étaient estimées par la BGR à 93 Gm3 (milliards de mètres cubes) fin 2022, soit 16 années de production au rythme de 2022.

#### Production de gaz naturel
En 2023, la Pologne a produit 3,6 Gm3) de gaz naturel, soit 0,13 EJ, représentant 0,1 % de la production mondiale, en baisse de 5,5 % en 2023 et de 19 % depuis 2013.

## Importations d'énergie primaire

### Importations de pétrole
En 2023, la Pologne a importé 1 025 PJ de pétrole brut et en exporté 8 PJ ; elle a de plus importé 477 PJ de produits pétroliers et en a exporté 232 PJ ; le solde net importateur atteint donc 1 262 PJ, soit 95 % de la consommation intérieure de pétrole.

### Importations de gaz naturel

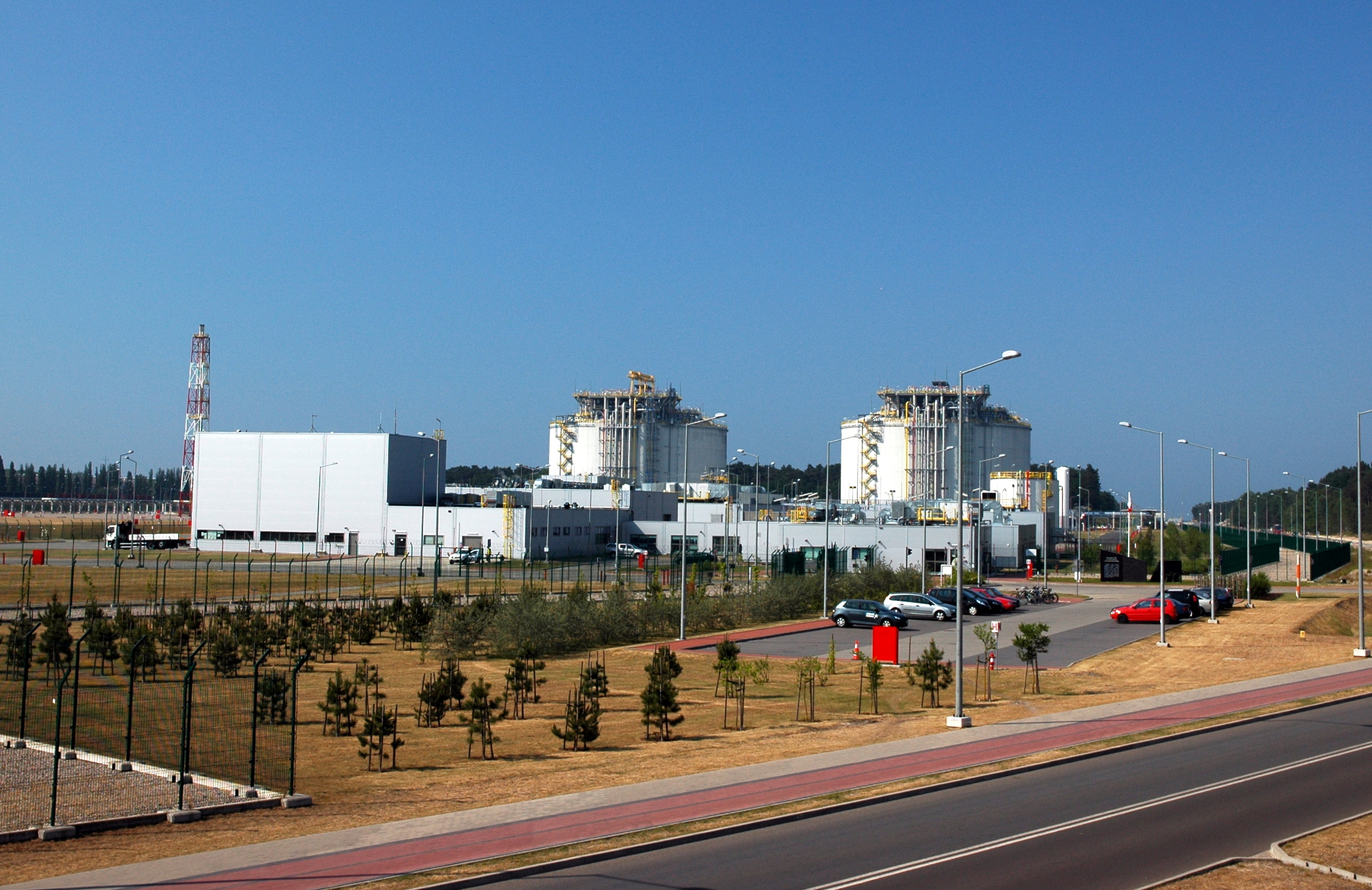
Terminal GNL de Świnoujście en 2018.

En 2023, la Pologne a importé 624 PJ de gaz naturel et en a exporté 28 PJ ; le solde net importateur représente 90 % de la consommation intérieure.
En octobre 2015, un terminal maritime de gaz naturel liquéfié (GNL) a été mis en service à Świnoujście, dans le nord-ouest du pays, en Poméranie occidentale, près de la frontière allemande. Il permet à la Pologne de s’approvisionner désormais par navires méthaniers auprès de nombreux pays tels que le Qatar ou le Nigeria. La Première ministre polonaise, Ewa Kopacz a déclaré : « La Pologne a atteint son but stratégique, nous sommes indépendants en matière de gaz » . La mise en exploitation du terminal GNL de Świnoujście réduira sensiblement le risque de pressions russes et permettra surtout à la Pologne de choisir en toute indépendance ses fournisseurs et de négocier librement les prix. Construit pour 720 millions €, le terminal aura une capacité de 5 Gm3 par an, soit un tiers du gaz consommé par la Pologne, dont environ 40 % provient de Russie. Le terminal permettra également d'approvisionner, via un gazoduc, les États baltes, dépendants de la Russie pour 30 % à 100 % de leurs achats de gaz, selon un protocole signé début octobre 2015 à Bruxelles ; l'Union européenne financera la moitié, soit 300 millions €, de ce gazoduc qui devrait être opérationnel en 2020. En février 2020, Polskie LNG, détenue par le gestionnaire de réseau polonais Gaz-System, signe un contrat pour augmenter la capacité de regazéification du terminal de 50 %, la portant à 7,5 Gm3 par an.

#### Réseau de gaz naturel

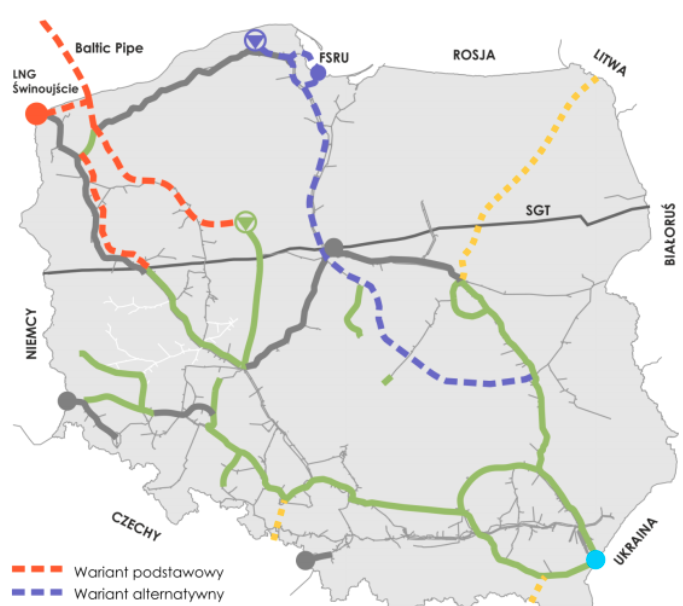
Réseau de gaz naturel polonais (en tireté les extensions envisagées en 2016).

Le gazoduc Baltic Pipe, en construction depuis 2018, reliera les gisements norvégiens de Mer du Nord à la Pologne en traversant le Danemark. En 2021, une instance danoise, la Commission des recours en matière d'environnement et d'alimentation, a annulé, pour des motifs de protection des espèces animales, le permis de réalisation des travaux sur les 210 km de la partie danoise du gazoduc. Le 1er mars 2022, le gestionnaire d'infrastructures énergétiques danois Energinet annonce la reprise des travaux et prévoit une mise en service partielle de Baltic Pipe à partir du 1er octobre 2022. Le gazoduc devrait être entièrement opérationnel au 1er janvier 2023 et avoir une capacité de transport annuel de 10 Gm3 de gaz. En 2019, la Pologne a annoncé ne pas prolonger au-delà de 2022 son contrat avec le russe Gazprom, qui couvrait alors les deux tiers de sa consommation de gaz.

### Importations et exportations de charbon
En 2023, la Pologne a importé 399 PJ de charbon, soit 27 % de sa consommation intérieure, et en exporté 307 PJ, soit 21 % de sa production.

## Consommation d'énergie primaire
La consommation d'énergie primaire de la Pologne s'élevait à 4 080 PJ en 2023, en recul de 5 % par rapport à 1990, dont 84,6 % de combustibles fossiles (charbon : 36,0 %, pétrole : 32,5 %, gaz naturel : 16,2 %), 15,1 % d'énergies renouvelables (biomasse-déchets : 11,7 %, éolien et solaire : 3,2 %, hydroélectricité : 0,2 %) et 0,3 % de solde importateur d'électricité.
La consommation d'énergie primaire par habitant était en 2023 de 108,3 GJ, en baisse de 4,6 % par rapport à 1990, 38 % au-dessus de la moyenne mondiale (78,3 GJ), mais 17 % au-dessous de celle de la France : 130,6 GJ, 11 % au-dessous de celle de l'Allemagne : 121,6 GJ et 60 % au-dessous de celle des États-Unis : 268,9 GJ.
L'Energy Institute estime la consommation polonaise d'énergie primaire à 4,12 EJ en 2023, en baisse de 3,7 % en 2023, mais en hausse de 1,2 % en dix ans, soit 0,7 % de la consommation mondiale. Elle se répartissait en 87,9 % d'énergies fossiles (charbon : 37 %, pétrole : 34 %, gaz naturel : 17 %) et 12,1 % d'énergies renouvelables. Sa consommation par habitant en 2023 est estimée à 100,3 GJ, 30 % au-dessus de la moyenne mondiale (77 GJ), mais 25 % au-dessous de celle de la France : 133,8 GJ, 27 % au-dessous de celle de l'Allemagne : 137,0 GJ et 64 % au-dessous de celle des États-Unis : 277,3 GJ.
| Source                                                  | 1990  | %    | 2000  | %     | 2010  | %    | 2020  | % 2020 | 2023  | % 2023 | var. 2023/1990 |
| ------------------------------------------------------- | ----- | ---- | ----- | ----- | ----- | ---- | ----- | ------ | ----- | ------ | -------------- |
| Charbon                                                 | 3 302 | 76,5 | 2 359 | 63,4  | 2 292 | 54,5 | 1 711 | 40,2   | 1 469 | 36,0 % | -56 %          |
| Pétrole                                                 | 546   | 12,7 | 802   | 21,6  | 1 064 | 25,3 | 1 210 | 28,4   | 1 324 | 32,5 % | +143 %         |
| Gaz naturel                                             | 374   | 8,7  | 417   | 11,2  | 536   | 12,7 | 716   | 16,8   | 660   | 16,2 % | +76 %          |
| Total fossiles                                          | 4 223 | 97,8 | 3 578 | 96,2  | 3 892 | 92,5 | 3 637 | 85,4   | 3 453 | 84,6 % | -18 %          |
| Hydraulique                                             | 5     | 0,1  | 8     | 0,2   | 11    | 0,2  | 8     | 0,2    | 9     | 0,2 %  | +67 %          |
| Biomasse-déchets                                        | 93    | 2,2  | 156   | 4,2   | 303   | 7,2  | 498   | 11,7   | 476   | 11,7 % | +410 %         |
| Éolien, solaire                                         | 0     |      | 0,1   | 0,004 | 7     | 0,2  | 68    | 1,6    | 129   | 3,2 %  | ns             |
| Total EnR                                               | 99    | 2,3  | 163   | 4,4   | 321   | 7,6  | 574   | 13,5   | 614   | 15,1 % | +523 %         |
| Solde imp.électricité                                   | -4    | -0,1 | -23   | -0,6  | -5    | -0,1 | 48    | 1,1    | 13    | 0,3 %  | ns             |
| Total                                                   | 4 317 | 100  | 3 719 | 100   | 4 208 | 100  | 4 260 | 100    | 4 080 | 100 %  | -5 %           |
| Source des données : Agence internationale de l'énergie |       |      |       |       |       |      |       |        |       |        |                |

### Consommation de charbon
La consommation de charbon en Pologne s'est établie en 2023 à 1,51 EJ, soit 0,9 % du total mondial, au 12e rang mondial ; elle a reculé de 15,5 % en 2023 et de 32 % depuis 2013. La consommation de charbon du pays dépasse sa production de 2 %.

### Consommation de gaz naturel
En 2023, la Pologne a consommé 19,6 Gm3 de gaz naturel, soit 0,70 EJ (exajoules), représentant 0,5 % de la consommation mondiale, en hausse de 5,3 % en 2023 et de 11 % depuis 2013. Sa production couvre seulement 19 % de sa consommation.

### Consommation de pétrole
En 2023, la Pologne a consommé 1,41 EJ de pétrole, soit 0,7 % de la consommation mondiale ; elle a progressé de 0,2 % en 2023 et de 41 % depuis 2013.

## Consommation finale d'énergie
La consommation finale d'énergie (après déduction des pertes de rendement et de transport) s'élevait en 2022 à 3 194 PJ, dont 64,5 % de combustibles fossiles (pétrole : 39,4 %, gaz naturel : 14,9 %, charbon : 10,2 %), 15,9 % d'électricité, 12,0 % de biomasse, 7,4 % de chaleur de réseau et 0,2 % de solaire thermique. Les progressions les plus fortes par rapport à 1990 sont celle de la biomasse : +463 % et celle du pétrole : +175 % ; l'électricité a progressé de 47 %, le gaz de 48 % ; le charbon a reculé de 55 % et la chaleur de réseau de 64 %. La consommation finale se répartissait en 19,8 % pour l'industrie, 31,3 % pour les transports, 26,6 % pour le secteur résidentiel, 10,7 % pour le secteur tertiaire, 4,3 % pour l'agriculture et 7,4 % pour les usages non-énergétiques (chimie). Elle a progressé de 24 % entre 1990 et 2022 ; les progressions les plus rapides ont été celles des transports : +235 % et du tertiaire : +64 %, alors que la consommation de l'industrie a régressé de 34 %.

## Secteur électrique

### Puissance installée
En 2018, la puissance installée totale des équipements de production d'électricité en Pologne atteignait 39 878 MW, dont 30 595 MW de centrales à combustibles fossiles (charbon : 19 195 MW, lignite : 8 049 MW, gaz naturel : 2 585 MW, gaz de houille : 387 MW, pétrole : 379 MW) ; 1 398 MW de centrales de pompage-turbinage et 57 MW de déchets non-renouvelables ; 7 828 MW de centrales à énergies renouvelables (hydraulique : 957 MW, éolien : 5 608 MW, biomasse : 719 MW, biogaz : 145 MW, solaire : 399 MW).

### Production d'électricité
En 2023, la Pologne a produit 166,4 TWh d'électricité, en progression de 22 % par rapport à 1990, dont 71,8 % à partir des combustibles fossiles (charbon : 60,3 %, gaz naturel : 10,2 %, pétrole : 1,3 %) et 27,9 % à partir des énergies renouvelables (éolien : 14 %, solaire : 6,8 %, biomasse : 4,7 %, hydroélectricité : 2,2 %, déchets : 0,1 %).
L'Energy Institute estime la production d'électricité de la Pologne en 2023 à 167,0 TWh d'électricité, en baisse de 7,1 % en 2023, mais en hausse de 1,5 % par rapport à 2013. La part de la Pologne dans la production mondiale est de 0,6 %. La part des combustibles fossiles est estimée à 71,0 % (charbon : 60 %, gaz naturel : 9,8 %, pétrole : 1,2 %), celle des énergies renouvelables de 27,8 % et celle des autres sources non renouvelables de 1,2 %. La part de l'éolien est de 14,4 %, celle du solaire de 7,0 %, celle de la biomasse-déchets de 4,9 % et celle de l'hydroélectricité de 1,4 %.
|                                                          | 1990  | 1990 | 2000  | 2000  | 2010  | 2010 | 2020  | 2020 | 2023  | 2023   |                |
| Source                                                   | TWh   | %    | TWh   | %     | TWh   | %    | TWh   | %    | TWh   | %      | var. 2023/1990 |
| -------------------------------------------------------- | ----- | ---- | ----- | ----- | ----- | ---- | ----- | ---- | ----- | ------ | -------------- |
| Charbon                                                  | 131,0 | 96,1 | 137,7 | 94,8  | 138,4 | 87,8 | 109,4 | 69,3 | 100,3 | 60,3 % | -23 %          |
| Pétrole                                                  | 1,6   | 1,2  | 1,9   | 1,3   | 2,9   | 1,8  | 1,9   | 1,2  | 2,2   | 1,3 %  | +42 %          |
| Gaz naturel                                              | 0,1   | 0,1  | 0,9   | 0,6   | 4,8   | 3,0  | 16,8  | 10,6 | 17,0  | 10,2 % | x136           |
| Total fossiles                                           | 132,7 | 97,4 | 140,5 | 96,8  | 146,1 | 92,7 | 128,1 | 81,1 | 119,5 | 71,8 % | -10 %          |
| Hydraulique                                              | 3,3   | 2,4  | 4,1   | 2,8   | 3,5   | 2,2  | 2,9   | 1,9  | 3,7   | 2,2 %  | +13 %          |
| Biomasse                                                 | 0,06  | 0,04 | 0,22  | 0,2   | 6,3   | 4,0  | 8,1   | 5,1  | 7,8   | 4,7 %  | x142           |
| Déchets renouv.                                          | -     |      | -     |       |       |      | 0,2   | 0,1  | 0,2   | 0,1 %  | ns             |
| Éolien                                                   | 0     |      | 5     | 0,003 | 1,7   | 1,1  | 15,8  | 10,0 | 23,2  | 14,0 % | ns             |
| Solaire                                                  | 0     |      | 0     |       | 0     |      | 2,0   | 1,3  | 11,3  | 6,8 %  | ns             |
| Total EnR                                                | 3,4   | 2,5  | 4,7   | 3,2   | 11,4  | 7,2  | 29,5  | 18,7 | 46,4  | 27,9 % | x13,8          |
| Déchets non renouv.                                      | 0,2   | 0,1  | 0,1   | 0,05  | 0,04  | 0,03 | 0,5   | 0,3  | 0,5   | 0,3 %  | x2,5           |
| Autres                                                   | 0     |      | 0     |       | 0,08  | 0,1  | 0,1   | 0,04 | 0,05  | 0,03 % | ns             |
| Total                                                    | 136,3 | 100  | 145,2 | 100   | 157,7 | 100  | 158,0 | 100  | 166,4 | 100 %  | +22 %          |
| Source des données : Agence internationale de l'énergie. |       |      |       |       |       |      |       |      |       |        |                |

#### Centrales thermiques classiques

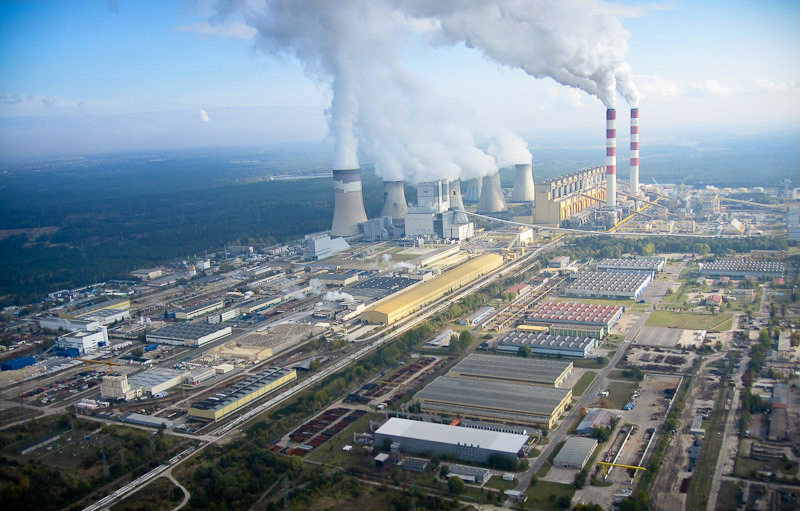
Centrale thermique de Bełchatów ; photo : 30/10/2011.

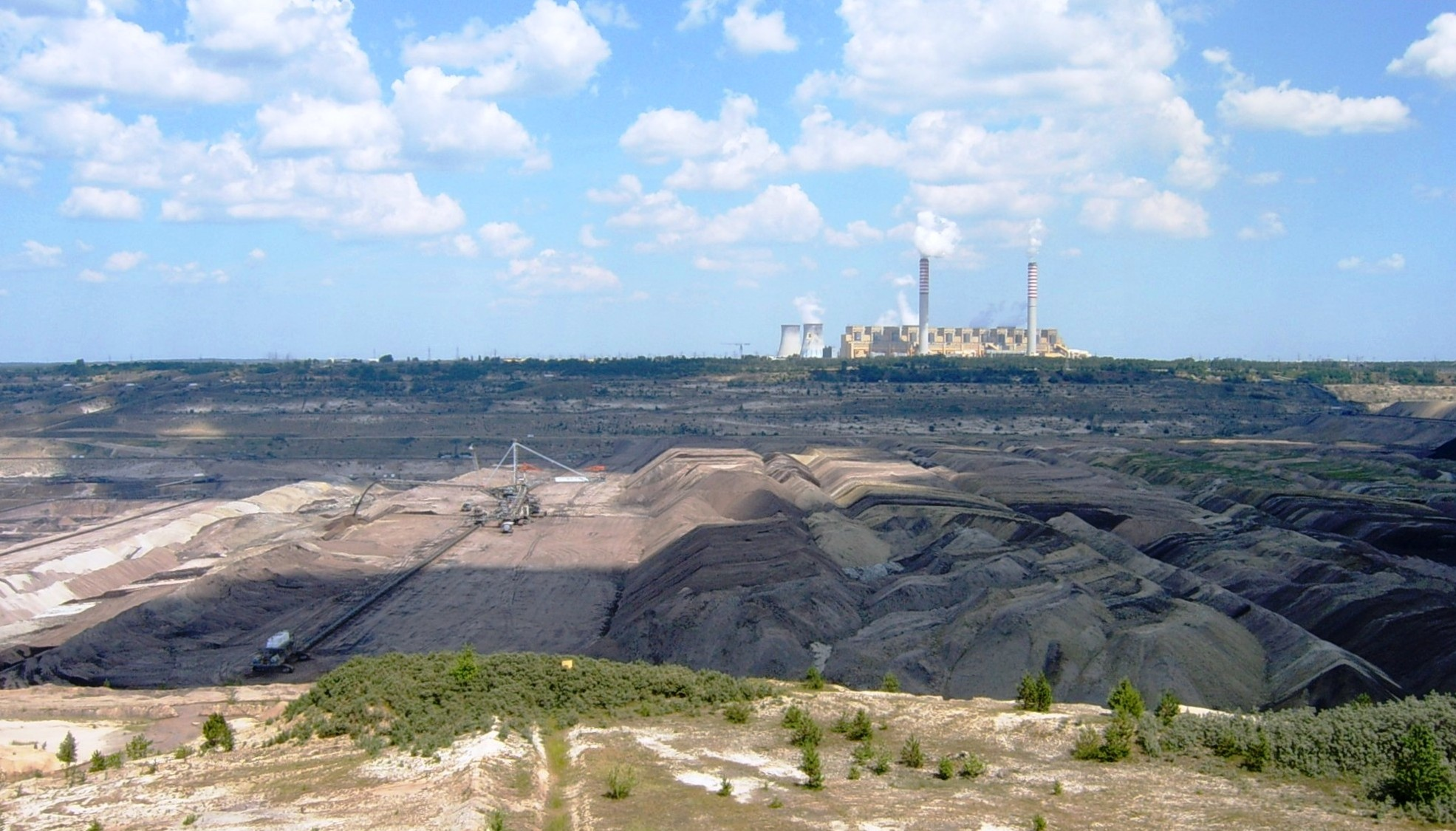
Mine de lignite de Bełchatów ; photo : juin 2007.

La Centrale thermique de Bełchatów, dans la Voïvodie de Łódź, est la centrale thermique la plus puissante d'Europe et la 5e mondiale avec une capacité de 5 053 MW. Elle produit près de 20 % de l'électricité polonaise à partir de lignite. En 2011 a été mise en service une nouvelle unité supercritique de 858 MW, construite par Alstom qui a aussi modernisé 12 turbines et a signé en 2012 un contrat pour réhabiliter 6 unités ; des travaux de modernisation en cours porteront la puissance de la centrale à 5 474 MW d'ici 2015.

#### Nucléaire
La Pologne envisageait en 2011 de se doter de deux centrales nucléaires de 3 000 mégawatts chacune d'ici à 2024 ; le programme a depuis lors pris du retard.
Le gouvernement polonais adopte officiellement le 28 janvier 2014 son premier programme nucléaire : la première centrale, dotée de deux ou trois tranches, aura une puissance de 3 000 MW ; son coût est estimé entre 9,5 et 14,3 milliards d’euros. Les travaux devraient débuter en 2019 et elle devrait être mise en service en 2024. La construction de la seconde centrale ne devrait pas être lancée avant 2025, pour une mise en service en 2035,.
L'opérateur électrique polonais du projet PGE EJ1 annonce le 1er décembre 2015 que cinq consortiums ont affiché leur intérêt pour le prochain appel d'offres portant sur la construction de la première centrale nucléaire en Pologne : le français EDF/Areva, les nippo-américains GE Hitachi et Toshiba - Westinghouse, le sud-coréen Kepco et le canadien SNC-Lavalin Nuclear. La Pologne devait lancer, d'ici à la fin 2015, un appel d'offres pour une centrale nucléaire de 3 000 MW. Une liste resserrée à trois candidats doit être annoncée à la mi-2016.
Le ministère de l'Énergie publie le 23 novembre 2018 un projet soumis à consultation publique, intitulé « Politique énergétique polonaise jusqu'à 2040 » (PEP2040), prévoyant la mise en service du premier réacteur d'ici 2033. L’objectif à moyen terme est d’atteindre 6 à 9 GWe de capacité nucléaire d'ici 2043, représentant environ 10 % de la future production d'électricité de la Pologne ; la part des énergies renouvelables atteindrait 21 % d'ici 2030. Le plan d'investissement qui en découle a été annoncé à l'automne 2020, le lancement de la construction du premier réacteur étant prévu en 2026.
GE Hitachi Nuclear Energy (en) signe en novembre 2019 un accord avec la Pologne pour l’étude et la mise en œuvre de son petit réacteur modulaire (SMR), le BWRX-300. Réacteur de 300 MW, celui-ci est dérivé de la conception du réacteur à eau bouillante simplifié et vise un objectif de 60 % de réduction de coût d’investissement par rapport aux réacteurs nucléaires actuels de grande puissance.
En octobre 2020, un accord de coopération est signé entre les États-Unis et la Pologne pour définir les contours d'un programme nucléaire et d'un potentiel financement. L'administration Trump pousse l'offre de Westinghouse et du groupe Bechtel. Après l'élection de Joe Biden, le ministre du Climat polonais, Michal Kurtyka, interrogé par le Financial Times, déclare : « Il y a des discussions avancées avec les États-Unis sur ce sujet et je pense qu'elles sont très prometteuses. Je n'attends pas de changement de cap sur cette décision stratégique ».
En septembre 2021, la startup américaine Nuscale signe un mémorandum d'accord avec le géant du cuivre polonais KGHM pour le développement et la construction, d'ici à 2030, d'au moins quatre petits réacteurs nucléaires. Le 14 février 2022, Nuscale et KGHM signent un accord de collaboration en vue de la mise en service de la première centrale VOYGR, composée de SMR de NuScale, en Pologne dès 2029.
Le 13 octobre 2021, EDF remet au gouvernement polonais une offre préliminaire « non engageante » pour la construction de quatre à six réacteurs EPR, pour une puissance allant de 6,6 à 9,9 GW.
Le 15 décembre 2021, GE Hitachi Nuclear Energy (GEH), BWXT Canada et la société polonaise Synthos Green Energy (SGE) annoncent leur intention de coopérer pour déployer des petits réacteurs modulaires BWRX-300 de GEH ; ils espèrent installer au moins dix de ces réacteurs en Pologne d'ici le début des années 2030. Le BWRX-300 est un réacteur refroidi à l'eau à circulation naturelle avec des systèmes de sécurité passive, déjà adopté par Ontario Power Generation. SGE prévoit que le premier de ces réacteurs sera mis en service en 2029.
Le 28 octobre 2022, le gouvernement polonais choisit le groupe américain Westinghouse Electric Company pour construire sa première centrale nucléaire à Choczewo, près de la mer Baltique, au nord du pays. Le gouvernement souhaite que cette première centrale nucléaire, dotée de trois réacteurs, entre en service en 2033 ; trois autres réacteurs sont prévus ultérieurement. Le groupe américain était en concurrence avec EDF et le sud-coréen KHNP,. La première centrale nucléaire polonaise serait construite à partir de 2026.
Le 30 octobre 2022, le gouvernement polonais et les compagnies polonaises ZE PAK et PGE signent avec Korea Hydro & Nuclear Power (KHNP) une lettre d'intention pour préparer conjointement la construction d'une centrale nucléaire exploitant la technologie coréenne APR1400 sur un site appartenant à ZE PAK à Pątnów. Les gouvernements polonais et coréens ont signé un mémorandum d'entente pour soutenir le projet de Pątnów, précisant qu'il s'agit d'un nouveau projet pour compléter le programme nucléaire du gouvernement polonais. Ce projet de Pątnów est privé. Westinghouse a attaqué en justice KHNP et sa maison mère KEPCO devant une cour fédérale américaine pour empêcher l'entreprise coréenne de vendre des réacteurs en Pologne, arguant que l'APR1400 inclut des éléments de propriété intellectuelle sous licence de Westinghouse et ne peut donc être vendu sans son accord ; KHNP rejette cet argument, affirmant avoir développé sa technologie indépendamment de Westinghouse.
En novembre 2022, le gouvernement polonais sélectionne l'AP1000 américain de Westinghouse pour la construction de sa première centrale, la centrale nucléaire de Lubiatowo-Kopalino, comprenant trois réacteurs pour une puissance totale de 3 750 MW (soit 1 250 MW par réacteur). Le premier béton est prévu pour 2026 et la mise en service du premier réacteur en 2033.
Le consortium privé PGE PAK Energia Jądrowa SA, détenu à part égale par deux électriciens polonais ZE PAK et PGE, publie en octobre 2022 une « lettre d’intention », puis en avril 2023 une « décision de principe » pour la construction de deux APR1400 du sud coréen KHNP sur le site d'une centrale à lignite de la région de Patnów-Konin dans la province de Wielkopolska,. La puissance totale installée serait de 2 800 MW, après une mise en service du premier réacteur en 2035 au plus tôt. 
Le nucléaire devrait à terme constituer 20 à 35 % du mix énergétique de la Pologne. Plus de 85 % de la population sondée en novembre 2022 se prononçaient pour le nucléaire.

#### Hydroélectricité
La Pologne se classe au 20e rang européen par sa puissance hydroélectrique installée, de 2 385 MW, dont 1 780 MW de pompage-turbinage. Sa production hydroélectrique s'est élevée à 2,64 TWh en 2019.

### Transport d'électricité
Le réseau de transport électrique polonais est constitué en 2002 de 12 692 km de lignes à haute tension, dont 114 km de lignes à 750 kV, de 4 677 km à 400 kV, de 7 901 km à 220 kV et de 27 km à 110 kV. Il comprend également 274 km de lignes de moyen voltage et 380 000 km de lignes de bas voltage.

### Échanges internationaux
En 2023, la Pologne a importé 15,14 TWh d'électricité et en a exporté 11,40 TWh. Le solde importateur de 3,74 TWh représente  2,2 % de la consommation brute d'électricité du pays. La Pologne a été exportatrice jusqu'à 2013, puis est devenue importatrice chaque année, sauf en 2022 ; le solde importateur le plus élevé a été atteint en 2020 : 13,27 TWh.
Le solde des échanges avec les pays voisins a été importateur en 2018 : 13 839 GWh d'importations et 8 121 GWh d'exportations, d'où un solde importateur de 5 718 GWh. Les principaux flux d'importation provenaient d'Allemagne : 7 054 GWh, de Suède : 3 099 GWh, d'Ukraine : 1 410 GWh et de Lituanie : 1 615 GWh, et ceux d'exportations allaient vers la République tchèque : 3 761 GWh, la Slovaquie : 3 236 GWh et la Lituanie : 718 GWh.

### Structure du marché électrique
La principale entreprise du secteur énergétique polonais est la société publique Polskie Sieci Energetyczne (PSE), elle contrôle et gère notamment le réseau de transport. PSE produit environ 12 GW avec près de cinq millions de clients essentiellement dans la partie centrale et orientale du pays. Viens, ensuite la société Koncern du Sud (PKE), crée en 2001, qui concentre son activité en Silésie.
Il existait après 1989, 35 entreprises de production et 33 compagnies de distribution d'électricité. Cependant en 2006, il ne restait déjà plus que 7 sociétés de distribution.
L'auto-production d'électricité représente une puissance installée de 2 641 MW et produit 8 159 GWh par année, soit 7,7 % de la production d'électricité.

### Consommation finale d'électricité
La part de l'électricité dans la consommation finale d'énergie de la Pologne était en 2022 de 15,9 %.
La consommation d'électricité par habitant en Pologne était de 4 239 kWh/hab en 2023, en progression de 29 % par rapport à 1990, supérieure de 24 % à la moyenne mondiale : 3 427 kWh en 2022, mais inférieure de 29 % à celle de l'Allemagne (5 957 kWh/hab) et de 36 % à celle de la France (6 638 kWh/hab).
| Secteur                                                  | 1990 | %    | 2000 | %    | 2010  | %    | 2020  | % 2020 | 2022  | % 2022 | var. 2022/1990 |
| -------------------------------------------------------- | ---- | ---- | ---- | ---- | ----- | ---- | ----- | ------ | ----- | ------ | -------------- |
| Industrie                                                | 42,7 | 44,4 | 39,9 | 40,7 | 41,5  | 34,9 | 55,3  | 40,3   | 53,2  | 37,6 % | +24 %          |
| Transport                                                | 5,5  | 5,7  | 4,7  | 4,7  | 3,3   | 2,8  | 3,2   | 2,3    | 3,5   | 2,5 %  | -36 %          |
| Résidentiel                                              | 20,2 | 21,0 | 21,0 | 21,4 | 28,6  | 24,1 | 30,0  | 21,9   | 30,0  | 21,2 % | +49 %          |
| Tertiaire                                                | 19,3 | 20,0 | 27,8 | 28,3 | 43,7  | 36,8 | 47,0  | 34,2   | 52,9  | 37,4 % | +174 %         |
| Agriculture                                              | 8,5  | 8,8  | 4,8  | 4,8  | 1,6   | 1,4  | 1,8   | 1,3    | 1,8   | 1,3 %  | -78 %          |
| Total                                                    | 96,2 | 100  | 98,1 | 100  | 118,7 | 100  | 137,3 | 100    | 141,5 | 100 %  | +47 %          |
| Source des données : Agence internationale de l'énergie. |      |      |      |      |       |      |       |        |       |        |                |

#### Voiture électrique
Quatre énergéticiens publics polonais (Tauron (pl), Enea (pl), Energa (pl) et PGE) se sont associés en 2016 pour créer Electromobility Poland, dans le but de lancer une voiture électrique compacte de segment C d'ici 2022 ou 2023.

## Réseaux de chaleur
La chaleur issue des centrales de cogénération et des centrales de chaleur pure (chaufferies) et distribuée par les réseaux de chaleur s'élevait à 235,5 PJ en 2022, soit 7,4 % de la consommation finale d'énergie du pays, en recul de 64 % par rapport à 1990. Elle était destinée pour 15 % à l'industrie, 65 % au secteur résidentiel et 20 % au tertiaire. En 2023, elle était produite à partir de charbon pour 73,8 %, de pétrole pour 2,3 %, de gaz naturel pour 13,4 %, de biomasse pour 8,3 %, de déchets pour 2,0 % et d'autres sources pour 0,3 %. La production a décliné de 61 % entre 1990 et 2023 (charbon : -67 %, gaz : +127 %, biomasse : +98 %). La production de chaleur de la Pologne atteignait 272,5 PJ en 2023 et 286 PJ en 2022, soit 1,6 % du total mondial, au 6e rang mondial, à comparer avec l'Allemagne : 428 PJ, la France : 183 PJ et la Russie, numéro 2 mondial : 5 506 PJ derrière la Chine : 7 977 PJ.

## Politique énergétique
Les questions énergétiques sont parmi les rares sur lesquelles les parlementaires polonais de tous bords parviennent à faire front commun. Favorables en grande majorité au développement du gaz de schiste, ils sont également réservés sur la politique de réduction des émissions de gaz à effet de serre.
La politique énergétique actuelle de la Pologne repose sur un document d’orientation publié en 2009 et élaboré avant la crise économique et financière de 2008, qui définit la trajectoire énergétique du pays jusqu’en 2030. Le principal objectif polonais est de réduire l’intensité énergétique au niveau de l’UE15 de 2005 et de limiter la consommation d’énergie : système de « certificats blancs », programme d’amélioration de l’isolation des habitations financé par les fonds européens. Le second objectif est de diversifier le mix énergétique actuellement dominé à 84 % par le charbon. Afin d’assurer son approvisionnement en gaz naturel, la Pologne s’est lancée dans la construction d’infrastructures, dont un terminal GNL à la frontière avec l’Allemagne, afin de réduire sa dépendance au gaz russe (80 %) et d'augmenter les échanges avec l’Allemagne, dont provient 15,5 % de son gaz. La Pologne a prévu la construction de deux centrales nucléaires d’ici à 2020, mais une seule pourrait être opérationnelle à l’horizon 2024. Le pays souhaite développer les énergies renouvelables (EnR) à condition qu’elles soient fiables et peu chères. Afin de respecter les directives européennes, l’objectif polonais est d'atteindre une part de 15 % d’énergies renouvelables dans la consommation finale d’énergie en 2020, contre 11 % actuellement, puis 18,2 % de sa production électrique en 2030. Les principaux programmes portent sur les éoliennes, les centrales de cogénération charbon-biomasse et les panneaux solaires thermiques. 
La « Politique énergétique de la Pologne jusqu'en 2050 » (PEP 2050) élaborée par le ministère de l'Économie donne la priorité à la sécurité des approvisionnements : assurer l'indépendance énergétique, grâce à un recours prioritaire aux ressources nationales, notamment au charbon. Selon le scénario dit « équilibré », qui a la faveur du ministère de l'Économie, la houille et le lignite devraient continuer à occuper en 2050 une part majoritaire (autour de 60 %) dans la production nationale d'électricité et de chaleur, le reste étant assuré par des centrales nucléaires et au gaz ainsi que des EnR. Pour ces dernières, quel que soit le scénario retenu, la Pologne ne devrait guère aller au-delà des seuils minimaux fixés par l'UE. Le manque de bonne volonté en la matière se manifeste notamment par la mauvaise transposition de la directive de 2009 sur les EnR. Le gouvernement polonais, désireux de faire preuve d'une attitude constructive pendant les négociations sur les objectifs 2030 de l'Union européenne, a choisi de ne pas s'opposer à la cible de 40 % de réduction des émissions de gaz à effet de serre, tout en demandant des mécanismes de compensation. Ainsi, la Pologne a obtenu l’obtention jusqu'en 2030 de quotas d'émission gratuits pour son secteur énergétique dans le cadre du marché européen du carbone et pourra affecter une partie des recettes générées par ce système au financement d'investissements visant à améliorer l'efficacité énergétique et moderniser les systèmes énergétiques. La Pologne devra en effet compenser au cours des dix prochaines années la fermeture programmée de 5,2 GW de puissance installée sur un total de 38 GW, certaines centrales devant bientôt atteint leur limite d'âge tandis que d'autres sont considérées comme excessivement polluantes au regard des normes fixées par la directive européenne sur les émissions industrielles.
Le ministre de l’Énergie polonais a déclaré en septembre 2017 qu’une fois que les entreprises énergétiques publiques auront terminé les trois projets en cours, aucun autre investissement dans le charbon n’était prévu, et que la Pologne souhaite construire trois unités de centrale nucléaire à des intervalles de cinq ans, dont la première serait installée en 2029.
Le 8 septembre 2020, le gouvernement polonais annonce une mise à jour de sa stratégie énergétique à horizon 2040 : la part du charbon dans la production d'électricité devrait être réduite à une fourchette de 37 % à 56 % en 2030, puis entre 11 % et 28 % en 2040. Pour le remplacer, le pays compte installer des éoliennes en mer Baltique pour une puissance de 8 à 11 GW, ainsi que 5 à 7 GW de panneaux photovoltaïques, et investir 34 milliards € dans l'énergie nucléaire pour une puissance de 6 à 9 GW. Six réacteurs seront mis en service d'ici à 2040 et la construction du premier sera lancée en 2026. Le 25 septembre, un accord signé entre le gouvernement polonais et les représentants syndicaux des mines de charbon fixe en 2049 la fin de l’exploitation des mines de charbon,.

## Impact environnemental

### Émissions de gaz à effet de serre
La prépondérance du charbon entraîne de fortes émissions de gaz à effet de serre (GES) liées à l'énergie : 282,3 Mt d'équivalent CO2 en 2023 ; mais le recul de la consommation de charbon a permis à la Pologne d'abaisser ses émissions de GES de 29 % en 33 ans. Sur ce total, les émissions de GES par combustion de combustibles fossiles s'élèvent à 263,8 Mt CO2eq.
| Combustible                                 | 1971 Mt CO2 | 1990 Mt CO2 | 2023 Mt CO2 | %     | var. 2023/1990 | var. UE27 2023/1990 |
| ------------------------------------------- | ----------- | ----------- | ----------- | ----- | -------------- | ------------------- |
| Charbon                                     | 259,0       | 295,1       | 138,4       | 52 %  | -53,1 %        | -67,1 %             |
| Pétrole                                     | 21,8        | 34,1        | 85,6        | 32 %  | +151 %         | -22,1 %             |
| Gaz naturel                                 | 10,3        | 15,6        | 31,7        | 12 %  | +103 %         | +28,6 %             |
| Total                                       | 292,6       | 349,7       | 263,8       | 100 % | -24,6 %        | -34,1 %             |
| Source : Agence internationale de l'énergie |             |             |             |       |                |                     |

### Émissions deCO2
Les émissions de CO2 dues à la combustion s'élevaient en 2023 à 6,83 tonnes d'équivalent CO2 par habitant, supérieures de 59 % à la moyenne mondiale (4,29 t/hab en 2022), de 35 % à celle de l'Union européenne (UE) : 5,05 t/hab en 2023, de 78 % à celle de la France (3,83 t/hab) et de 8 % à celle de l'Allemagne (6,32 t/hab). Elles sont les troisièmes plus élevées de l'UE après celles du Luxembourg (9,66 t/hab) et de la Tchéquie (7,43 t/hab).
|                                             | 1971 | 1990 | 2023 | var. 2023/1971 | var. 2023/1990 | var. UE27 2023/1990 |
| Émissions de CO2 par habitant (t CO2)       | 8,76 | 9,07 | 6,83 | -22 %          | -24,7 %        | -39 %               |
| Source : Agence internationale de l'énergie |      |      |      |                |                |                     |

| | Émissions 2022      | part du secteur | Émissions/habitant | Émiss./hab. UE-27 |
| Secteur | Millions tonnes CO2 | %               | tonnes CO2/hab.    | tonnes CO2/hab.   |
| Secteur énergie hors élec. | 19,1                | 7 %             | 0,50               | 0,37              |
| Industrie et construction | 70,0                | 25 %            | 1,85               | 1,42              |
| Transport | 69,9                | 25 %            | 1,85               | 1,78              |
| dont transport routier | 66,9                | 23 %            | 1,77               | 1,66              |
| Résidentiel | 66,5                | 23 %            | 1,76               | 1,14              |
| Tertiaire | 49,5                | 17 %            | 1,31               | 0,73              |
| Total | 285,0               | 100 %           | 7,53               | 5,61              |
| Source : Agence internationale de l'énergie * après ré-allocation des émissions de la production d'électricité et de chaleur aux secteurs de consommation. |                     |                 |                    |                   |

Le secteur du transport est à peine plus émetteur de CO2 que dans les autres pays européens ; ce sont surtout les secteurs résidentiel, industriel et tertiaire qui sont responsables des fortes émissions, le charbon étant prépondérant aussi bien dans la production d'électricité que dans celle de chaleur.

### Pollution atmosphérique
Un rapport publié en juin 2016 par WWF et trois autres ONG avec le soutien de l'Union européenne évalue à 22 900 décès prématurés les effets de la pollution atmosphérique dus aux centrales au charbon de l'Union européenne en 2013, un bilan comparable à celui des accidents de la route : 26 000 décès. Les centrales polonaises à elles seules ont causé 5 830 décès prématurés, dont 4 690 dans les pays voisins, en particulier en Allemagne : 620 décès et en Italie : 430 décès, mais aussi en France : 160 décès. Sept mines de charbon polonaises en particulier seraient responsable en 2023 de 39 % des émissions européennes de méthane.  
La mine de lignite de Turów, ouverte en 1904 et autorisée en 2020 par le gouvernement polonais à continuer à extraire du lignite jusqu'en 2044, cause de fortes nuisances pour les riverains, en République tchèque. Le gouvernement tchèque porte donc le dossier devant la justice européenne. En mai 2021, la Cour de justice de l'Union européenne (CJUE) ordonne à la Pologne de « cesser immédiatement les activités d'extraction de lignite dans la mine de Turów ». Mais le premier ministre polonais Mateusz Morawiecki décide de maintenir la mine ouverte afin de préserver l'approvisionnement énergétique du pays, la mine fournissant environ 7 % de l'électricité polonaise. Le 20 septembre 2021, la CJUE condamne la Pologne à une astreinte journalière de 500 000 € tant que la mine n'aura pas été mise à l'arrêt.